# Commando Squad
Pour plus de détails, voir Fiche technique et Distribution.
Commando Squad est un film d'action américain réalisé par Fred Olen Ray, sorti en 1987.

## Synopsis
L’enquêtrice Kat Withers, après avoir tiré sur des trafiquants de drogue à Los Angeles en légitime défense, veut prendre ses vacances. Cependant, son patron a d’autres plans, il veut l’envoyer sous couverture au Mexique pour infiltrer un cartel de la drogue. Kat n’est persuadée d’y aller que lorsque son patron lui révèle que son ex-petit ami Clint Jensen est déjà là-bas. Alors qu’elle part, Clint est capturé et torturé par le cartel. Plusieurs de ses tentatives d’évasion échouent, tandis que Kat enquête sous couverture au Mexique et finit par démasquer un traître dans les propres rangs de la police. Kat libère Clint. Il s’ensuit une confrontation sanglante avec le cartel, dans laquelle à eux deux ils éliminent le cartel.

## Distribution
- Kathy Shower : Kat Withers
- Brian Thompson : Clint Jensen
- William Smith : Morgan Denny
- Robert Quarry : Milo[1]
- Sid Haig : Iggy
- Mel Welles : Quintano
- Marie Windsor : Casey[2]

## Production
Le rôle de Kat Withers a été interprété par Kathy Shower, la Playmate de l'année 1986, qui a réussi à utiliser sa popularité pour mener une courte carrière cinématographique dans les films de série B. Le réalisateur Fred Olen Ray s’est spécialisé dans les productions en direct-to-video extrêmement bon marché. Il a réalisé plus d’une centaine de films depuis la fin des années 1970. Le film est sorti en vidéo en Allemagne et a été indexé par le Bundesprüfstelle für jugendgefährdende Medien en 1989.

## Réception critique
Dans le Los Angeles Times, Michael Wilmington écrit : « Si vous avez vu un thriller de guerre contre la drogue de trop ; un film de trop, où quelques héros affrontent des centaines de méchants ; une poursuite en voiture sur Hollywood Boulevard de trop ; et un film de trop où un héros est inlassablement torturé par des escrocs sadiques, et tout se résume à un grand bain de sang à la fin, alors vous savez à quoi vous attendre de Commando Squad. Et c’est exactement ce qu’est le film : un film de trop. »
Le Lexikon des internationalen Films décrit « Un film policier incroyablement brutal avec des scènes de torture et de violence agréablement jouées, qui laisse les deux héros vainqueurs devant une montagne de cadavres. »